# Maria Lindblad Christensen
Maria Lindblad Christensen (født 3. juli 1995) er en dansk fodboldspiller, der spiller for FC Nordsjælland i Gjensidige Kvindeligaen og for Danmark.

## Karriere

### Klub
Maria Lindblad begyndte da hun var 4 år gammel at spille fodbold i klubben Houlkær, hvor hun spillede sammen med drengene. I 2005 flyttede Maria til klubben Team Viborg, hvor hun spillede sammen med piger. Som 13-årig spillede hun på klubbens U18 DM hold. Som 16-årig blev Maria rykket op på klubbens 1. hold som spillede i 3F-ligaen. I sommeren 2012 flyttede hun til Hjørring for at spille for Fortuna Hjørring. Hun fik sin debut for Fortuna Hjørring den 23.september 2012 mod Taastrup. Hun fik debut som 16-årig i Champions League, da Heidi Johansen pludselig blev skadet.

### Landshold
Hun fik debut på landsholdet den 22. oktober 2016 i en 1-0 sejr mod Island. 
Hun blev udtaget til Danmarks trup til EM 2017 i Holland.